# Павловський район (Алтайський край)
Па́вловський район (рос. Павловский район) — район у складі Алтайського краю Російської Федерації.
Адміністративний центр — село Павловськ.

## Населення
Населення — 39393 особи (2019; 40235 в 2010, 41495 у 2002).

## Адміністративний поділ
Район адміністративно поділяється на 15 сільських поселень (сільрад):
| Поселення                     | Площа, км² | Населення, осіб (2002) | Населення, осіб (2010) | Населення, осіб (2019) | Центр          | Населені пункти |
| ----------------------------- | ---------- | ---------------------- | ---------------------- | ---------------------- | -------------- | --------------- |
| Арбузовська сільська рада     | 114,78     | 1358                   | 1124                   | 1044                   | Арбузовка      | 4               |
| Бурановська сільська рада     | 98,34      | 831                    | 848                    | 801                    | Бурановка      | 1               |
| Єлунінська сільська рада      | 161,12     | 831                    | 749                    | 558                    | Єлуніно        | 2               |
| Коливанська сільська рада     | 179,31     | 2190                   | 1958                   | 1822                   | Коливанське    | 3               |
| Комсомольська сільська рада   | 184,80     | 2524                   | 2561                   | 2798                   | Комсомольський | 3               |
| Леб'яжинська сільська рада    | 234,08     | 1197                   | 1006                   | 950                    | Леб'яже        | 1               |
| Новозоринська сільська рада   | 10,51      | 3416                   | 3340                   | 3328                   | Нові Зорі      | 3               |
| Павловська сільська рада      | 341,16     | 15349                  | 14892                  | 14179                  | Павловськ      | 2               |
| Павлозаводська сільська рада  | 171,15     | 1543                   | 1538                   | 1554                   | Сибірські Огні | 3               |
| Прутська сільська рада        | 150,93     | 2574                   | 2596                   | 2537                   | Прутський      | 3               |
| Рогозіхинська сільська рада   | 122,90     | 1267                   | 1211                   | 1089                   | Рогозіха       | 2               |
| Стуковська сільська рада      | 116,22     | 1617                   | 1612                   | 1641                   | Стуково        | 2               |
| Черемнівська сільська рада    | 82,26      | 4639                   | 4592                   | 4703                   | Черемне        | 2               |
| Чорноп'ятовська сільська рада | 154,33     | 818                    | 649                    | 647                    | Чорноп'ятово   | 2               |
| Шахівська сільська рада       | 81,12      | 1341                   | 1559                   | 1742                   | Шахи           | 1               |

## Найбільші населені пункти
Нижче подано список населених пунктів з чисельністю населенням понад 1000 осіб:
| №  | Населений пункт | Населення, осіб (2002) | Населення, осіб (2010) |
| -- | --------------- | ---------------------- | ---------------------- |
| 1  | Павловськ       | 14944                  | 14533                  |
| 2  | Черемне         | 4493                   | 4454                   |
| 3  | Нові Зорі       | 3354                   | 3269                   |
| 4  | Прутський       | 2465                   | 2521                   |
| 5  | Комсомольський  | 1796                   | 1871                   |
| 6  | Шахи            | 1341                   | 1559                   |
| 7  | Коливанське     | 1622                   | 1430                   |
| 8  | Стуково         | 1147                   | 1207                   |
| 9  | Сибірські Огні  | 1041                   | 1054                   |
| 10 | Леб'яже         | 1197                   | 1006                   |